# Communs (Chili)
Communs (en espagnol : Communes) est un ancien parti politique de gauche chilien fondé en 2019 à la suite de la fusion du pouvoir citoyen (Poder) et de la gauche autonome (IA), tous deux membres de la coalition du Front large (FA). Il est dissous en 2024.

## Histoire
En septembre 2018, le mouvement de la gauche autonome et le parti du pouvoir citoyen annonce leur fusion, cherchant à former un nouveau parti « de gauche féministe, populaire et démocratique » au sein du Front large. Le lancement officiel de Comunes a lieu le 20 janvier 2019 au théâtre Azares,,,.
Parmi les propositions présentées par le parti figurent « les espaces de contestation et les questions de positionnement telles que la fin du modèle de l'administrateur de fonds de pension au Chili (AFP), le féminisme, la diversité et la dissidence sexuelle, l'amélioration de la qualité de l'éducation et la fin du crédit garantie par l'État (CAE), et une solution politique au conflit entre l'État et le peuple mapuche dans la région de l'Araucanie. ».
En décembre 2023, le Service électoral du Chili (Servel) demande au Tribunal électoral de dissoudre le parti pour le non-respect répété des délais de remise des bilans et d'autres atteintes à la réglementation sur le financement public des partis politiques. La dissolution devient effective le 14 juin 2024.

## Résultats électoraux

### Élections parlementaires
| Élection | Députés | Députés | Députés | Sénateurs | Sénateurs | Sénateurs |
| Élection | Votes   | %       | Sièges  | Votes     | %         | Sièges    |
| -------- | ------- | ------- | ------- | --------- | --------- | --------- |
| 2021     | 207 607 | 3,28    | 3 / 155 | 172 119   | 3,69      | 0 / 50    |

### Élections municipales
| Élection | Alcaldes | Alcaldes | Alcaldes | Conseillers | Conseillers | Conseillers |
| Élection | Votes    | %        | Sièges   | Votes       | %           | Sièges      |
| -------- | -------- | -------- | -------- | ----------- | ----------- | ----------- |
| 2021     | 42 049   | 0,66     | 0 / 345  | 131 479     | 2,17        | 34 / 2240   |

### Élections régionales
| Élection | Votes  | %    | Sièges  |
| -------- | ------ | ---- | ------- |
| 2021     | 95 144 | 1,55 | 3 / 302 |

### Élections constituantes
| Élection | Votes                                   | %                                       | Sièges                                  |
| -------- | --------------------------------------- | --------------------------------------- | --------------------------------------- |
| 2021     | 91 532                                  | 1,60                                    | 1 / 155                                 |
| 2023     | En coalition dans l'Unité pour le Chili | En coalition dans l'Unité pour le Chili | En coalition dans l'Unité pour le Chili |